# Навроцкий, Феликс Феликсович
Феликс Феликсович Навроцкий (1837—1902) — русский учёный, врач-физиолог, заслуженный профессор Варшавского университета.

## Биография
Родился 8 (20) ноября 1837 года в Варшавской губернии.
Образование получал в Познани, затем — в Бреславльском университете. Работал в лаборатории Клода Бернара и за диссертацию «De Claudii Bernardi methodo oxygenii copiam in sanguine determinandi» в 1863 году получил степень доктора медицины. Вскоре был приглашён в Гронингенский университет руководить практическими занятиями студентов по медицинской химии.
В 1864 году, после представления сочинения «Заслуги Джона Мауэра в области физиологии» с 1867 года стал читать энциклопедию и историю медицины в Варшавской главной школе. С преобразованием её в университет занял в нём кафедру энциклопедии медицины, исполнял должность экстраординарного профессора. После защиты диссертации «О влиянии давления крови на центр блуждающих нервов» (Санкт-Петербург, 1870), был признан медико-хирургической академией доктором медицины. В 1874 году перешёл на кафедру физиологии Казанского университета. В 1883 году вернулся в Варшавский университет, на кафедру физиологии. Одновременно, заведовал лабораторией физиологии. В 1888 году, 28 декабря, был произведён в чин действительного статского советника.
Был награждён орденами Св. Анны 2-й ст. (1883), Св. Владимира 3-й ст. (1896), Св. Станислава 1-й ст. (1900).
Умер 20 мая (2 июня) 1902 года.
Главные его труды: «О влиянии спинного мозга на сердце» («Варшавские университетские известия». — 1870) и «О потовых нервах головы» («Медицинское Обозрение». — 1881). 